# Patric (chanteur)
Pour les articles homonymes, voir Patric.
Patric (né Patrick Martin en 1947 à Mèze) est un auteur-compositeur-interprète de chansons en langue occitane et un producteur musical. Il est une figure du mouvement de la Nòva cançon des années 1970, et plus généralement de la musique occitane qu'il exerce toujours à ce jour. La plupart de ses albums sont édités dans sa propre maison de disque Aurora production, fondée en 1990.

## Biographie
Né sur les bords de l'étang de Thau, Patrick Martin a des racines occitanes mais aussi grecques qu'il évoque dans la chanson Castellorizo: son grand-père soldat a en effet rencontré sa femme sur l'île du même nom un temps sous administration militaire française.
À la fin des années 1960, il est étudiant à Montpellier, élève de Robert Lafont, quand il est l'un des premiers à chanter en occitan. Il fait rapidement partie des têtes d'affiche de la Nòva cançon. Il prend pour nom de scène son seul prénom, son nom de famille se confondant, en occitan, avec celui de Claude Marty. Ses premiers textes abordent les thèmes de la revendication occitane: problèmes de la viticulture languedocienne, mal-être de la jeunesse, refus du déracinement, colonialisme intérieur. Patric crée en occitan et en français, mais il adapte aussi en occitan des chansons de Lluís Llach, de Bob Dylan... Il enregistre en 2012 un CD de ses chansons traduites en espéranto. Il fait le choix du professionnalisme pour ne pas quitter l'Occitanie et il contribue à la diffusion de la création occitane par son label Aura Produccions.
Toujours actif il publie en 2020 une autobiographie sur sa vie de chanteur en langue occitane et notamment sur le mouvement de la Nòva cançon.

## Discographie
- 1969 – Quatre poèmes de Miquèl Decòr (45 tours, C.E.O)
- 1970 – « E mamet » (45 tours, Ventadorn)
- 1970 – « Lo condamnat » (45 tours, Ventadorn)
- 1971 – « L’estaca » (45 tours, Ventadorn)
- 1972 – « Patric » (Ventadorn)
- 1974 – « Uòi l’auba » (Ventadorn)
- 1975 – « Cançonetas » (Ventadorn)
- 1976 – « Patric » (Ventadorn)
- 1976 – Chanson du film l’Homme de Sable (TF1) d’après le roman de J. Joubert
- 1977 – « Bestiari » (Ventadorn)
- 1978 – « Patric en public » (Ventadorn)
- 1981 – « Patric » (Milan-RCA)
- 1989 – « Patric[6] » (Aura)
- 1991 – « Embarcadère » (Aura)
- 1993 – « Castellorizo » (Aura)
- 1993 – « Les plus beaux chants d’Occitanie » vol.1 (Aura)
- 1994 – « Les grandes chansons occitanes de Patric » (Aura)
- 1996 – « Chansons enfantines en Langue d’Oc » (Aura)
- 1998 – « Les plus beaux chants d’Occitanie » vol.2 (Aura)
- 1999 - « Papari » (Single, Aura)
- 2000 - « Coupo Santo / Se Canta » (Single, Aura)
- 2001 – « Made in Occitània » (Aura)
- 2003 – DVD “Profession Troubadour » (Aura)
- 2005 – « Patric en concert » (Aura)
- 2007 – « Ocsessions » (Aura)
- 2010 – « Colors » (Aura)
- 2012 – « Patric Okcitanio » / Espéranto (Vinilkosmo)
- 2017 – « Estelum » (Aura)